# Nicon Airways
Nicon Airways is een Nigeriaanse luchtvaartmaatschappij met haar thuisbasis in Lagos.

## Geschiedenis
Nicon Airways is opgericht in 1985 als UAS Cargo of United Air Services. In 1987 werd de naam gewijzigd in EAS Cargo Airlines en werden o.a. vrachtvluchten uitgevoerd vanaf Oostende. In 1992 werden alle vluchten gestaakt en in 1993 kwam een nieuwe start als EAS Airlines met binnenlandse chartervluchten waarna in 1996 geregelde lijnvluchten zijn begonnen. In juli 2006 werd de luchtvaartmaatschappij overgenomen door de Nicon groep en is de naam opnieuw gewijzigd in Nicon Airlines.

## Vloot
De vloot van Nicon Airlines bestaat uit:(juni 2007)
- 2 Boeing B737-200